# رابرت پیرس
رابرت امانوئل پیرس زادهٔ ۲۹ اکتبر ۱۹۷۳ در شهر رنس فرانسه است. همسر این بازیکن، جسیکا لِمَری است و او دو فرزند دارد.
پست این بازیکن هافبک تهاجمی است، همچنین او می‌تواند به عنوان هافبک وسط، پشت مهاجمین هم بازی کند.

## زندگی‌نامه

### بازی در لیگ فرانسه
پیرس دانش‌آموخته فرهنگستان باشگاه مِتز است و به عنوان بازیکن حرفه‌ای اولین بازی خود را مقابل باشگاه لیون انجام داده‌است. او در شش فصلی که در لیگ فرانسه گذراند، ۴۳ گل در ۱۶۲ بازی به ثمر رساند و توانست با تیم متز جام حذفی فرانسه را از آن خود کند.
پیرس در سال ۱۹۹۸ با عقد قراردادی به ارزش ۵ میلیون یورو به باشگاه مارسی پیوست ولی حضور موفقی در این باشگاه نداشت. تیم مارسی در سال اول حضور پیرس، تنها با اختلاف یک امتیاز نتوانست قهرمان فرانسه شود. مشکلات این بازیکن با باشگاه در سال دوم، باعث شد او تیم مارسی را ترک کند.

### بازی در لیگ انگلستان
پیرس در سال ۲۰۰۰ پیشنهادهای زیادی از تیم‌های رئال مادرید اسپانیا و یوونتوس ایتالیا داشت اما به تیم آرسنال انگلستان پیوست تا جای خالی مارک اورمارس هلندی را که تازه به جمع بازیکنان تیم بارسلونای اسپانیا اضافه شده بود، پر کند.
بیان جملهٔ جنجالی «لیگ انگلستان، خشن است» در یکی از مصاحبه‌ها، انتقادهای بسیاری را نسبت به پیرس برانگیخت اما او با به ثمر رساندن گلی حسّاس و پیروزی بخش در نیمه نهایی جام حذفی انگلستان(جام حذفی فوتبال انگلیس) مقابل تیم تاتنهام (تیم آرسنال در فینال ۲–۱ مغلوب لیورپول شد) به همهٔ این انتقادها پاسخ داد.
رابرت پیرس در فصل ۰۲–۲۰۰۱ با بازی‌های فوق‌العاده و به ثمر رساندن چندین گل مؤثر، نه تنها یکی از پایه‌های اصلی قهرمانی تیم آرسنال بود بلکه در همان فصل، به عنوان بازیکن سال آرسنال انتخاب شد؛ و با ۱۴ گل زده در ۲۰ بازی، فصل را به پایان برد.
در فصل ۰۴–۲۰۰۳ او و تیری هانری یک زوج استثنایی را تشکیل دادند. در این فصل، تیم آرسنال، بدون حتی یک شکست قهرمان شد. رابرت پیرس با زدن ۱۴ گل و ۷ پاس گل، دومین گلزن آرسنال پس از تیری هانری که ۳۱گل به ثمر رسانده بود، به حساب می‌آمد.
در فصل ۰۵–۲۰۰۴ پیرس با به ثمر رساندن ۱۴ گل، بعد از تیری هانری و اندرو جانسون نفر سوم لیست بهترین گلزنان لیگ برتر انگلستان شد.
۲۰۰۵–۰۶، آخرین فصل حضور پیرس در آرسنال به حساب می‌آید. او، این فصل را خوب آغاز نکرد و در عین حال، آرسن ونگر، سرمربی تیم آرسنال، ترجیح می‌داد او را با بازیکنان جوان تر همچون الکساندر هلب و خوزه آنتونیو ریس تعویض کند. پیرس آخرین بازی خود را مقابل تیم بارسلونا در جام قهرمانان اروپا انجام داد؛ در این بازی، او در دقایق اولیه و به دنبال اخراج ینس لمن، دروازه‌بان آرسنال، از زمین بیرون کشیده شد.
او در پایان بازی یاد شده (که به باخت۱–۲ آرسنال انجامید)، گفت: «هنگامی که به تابلوی داور چهارم نگاه کردم و شماره‌ام را روی آن دیدم، فهمیدم که دیگر آرسن ونگر به من اطمینان ندارد. فقط ۱۲ دقیقه در مهمترین بازی عمرم بازی کردم و جلوی خانوادهٔ خود که روی صندلی‌های ورزشگاه حاضر شده بودند، همان خانواده‌ای که شاهد قهرمانی من با تیم ملی فرانسه در آن ورزشگاه بودند، بازی را ترک کردم.»

### بازی در لیگ اسپانیا
رابرت پیرس در می۲۰۰۶، پس از ۶ سال حضور در آرسنال، به تیم ویارئال اسپانیا پیوست. او پس از گذراندن دوران مصدومیت، ویارئال را که در آن زمان به رتبهٔ یازدهم سقوط کرده بود، با رهبری فوق العادهٔ خود به رتبهٔ پنجم رساند.
به گفتهٔ پیرس، پس از پایان قراردادش با ویارئال، بازی برای آرسنال حتی فقط برای یک فصل هم رؤیایی خواهد بود.

### بازی برای تیم ملی فرانسه
رابرت پیرس در ترکیب تیمی که قهرمان جام جهانی ۱۹۹۸ فرانسه و یورو ۲۰۰۰ شد، حضور داشت اما جام جهانی ۲۰۰۲ را به دلیل مصدومیت از دست داد. او همچنین در بازی‌های المپیک سال ۱۹۹۶ و یورو ۲۰۰۴ برای تیم ملی فرانسه به میدان رفت. پیرس در مدت حضور خود در این تیم، ۱۴ گل به ثمر رساند و ۷۹ بار با پیراهن این تیم به میدان رفت. با پایان یورو ۲۰۰۴ و با آمدن ریمون دومنک، سرمربی وقت تیم ملی فرانسه، پیرس از تیم ملی کنار گذاشته شد.